# 22435 Pierfederici
22435 Pierfederici este o planetă minoră (asteroid), cu un diametru de 7,426 km, din centura de asteroizi. A fost descoperită pe 12 aprilie 1996 la Observatorul Național Kitt Peak de Spacewatch. 
Obiectul prezintă o orbită caracterizată de o semiaxă mare de 3,2067089 UAi, o excentricitate de 0,16, o înclinație de 2,0679 ° în raport cu ecliptica.